# 法眼健作
法眼 健作（ほうげん けんさく、1941年8月2日 - ）は、日本の外交官。国際連合事務次長、駐カナダ大使など歴任。現在は日加協会会長、株式会社アライヴン社外取締役。東京府（現・東京都）出身。

## 略歴
- 都立日比谷高校、東京大学法学部を経て、1964年外務省入省。
- 英語研修（ケンブリッジ大学卒）
- 1973年-1975年 在イラン大使館一等書記官
- 1975年-1977年 在カナダ大使館一等書記官
- 欧亜局大洋州課長
- 1981年-1985年 在アメリカ合衆国日本国大使館参事官
- 1989年-1991年 ボストン総領事
- 1991年-1994年 ホノルル総領事
- 1995年-1996年 中近東アフリカ局長就任
- 1996年-1998年 外務省研修所長
- 1998年-2001年 国際連合事務次長（広報担当）
- 2001年 駐カナダ大使に就任。[1]
- 2005年 本田技研工業の社外取締役。
- 2010年-2015年 明治大学国際連携機構客員教授
- 2010年- 日加協会会長[2]
- 2014年 城西大学教授
- 2021年- 吉田エンターテイメント株式会社の顧問

## 人物
- 父は法眼晋作外務事務次官。兄に法眼俊作がいたが、外務省時代にスイスで自殺したとされ亡くなった。加藤紘一は日比谷高校の先輩で、兄俊作の同級生にあたるが、外務省入省は同期にあたる。加藤とは、高校・大学・外務省時代を通じて盟友関係にある[注釈 1]。

## 同期入省
- 加藤紘一
- 川島裕
- 原口幸市（拉致問題担当大使）
- 渡辺伸
- 橋本宏
- 地引嘉博（駐ブルガリア大使）
- 川瀬正夫（駐カタール大使）
- 他採用同期組には松尾克俊（外務省要人外国訪問支援室長）などがいる。

## 著書
- 『元国連事務次長　法眼健作回顧録』（加藤博章、服部龍二、竹内桂、村上友章　編）2015年10月、吉田書店